# منتخب بنغلاديش تحت 20 سنة لكرة القدم
منتخب بنغلاديش تحت 20 سنة لكرة القدم (بالبنغالية: বাংলাদেশ জাতীয় অনূর্ধ্ব-২০ ফুটবল দল) هو ممثل بنغلاديش الرسمي في المنافسات الدولية في كرة القدم في فئة كرة قدم تحت 20 سنة للرجال، يديريه اتحاد بنغلادش لكرة القدم.